# Ostritz
Ostritz (górnołuż. Wostrowc, cz. Ostřice, pol. Ostrowiec) – miasto w niemieckim kraju związkowym Saksonia, w okręgu administracyjnym Drezno, w powiecie Görlitz na terenie Łużyc Górnych. Ostritz leży w południowo-wschodniej części Saksonii na lewym brzegu Nysy Łużyckiej, bezpośrednio przy granicy z Polską. Ostritz graniczy tu bezpośrednio z polskimi wsiami Krzewina, Bratków, Posada w powiecie zgorzeleckim, w gminie Bogatynia.

## Nazwa
Pierwotną nazwą miejscowości była łużycka nazwa Wostrow lub Wostrowc. Po podbiciu w średniowieczu Słowian połabskich z plemion Serbów lużyckich mieszkających na Łużycach nazwa została później zgermanizowana na Ostritz.

## Historia

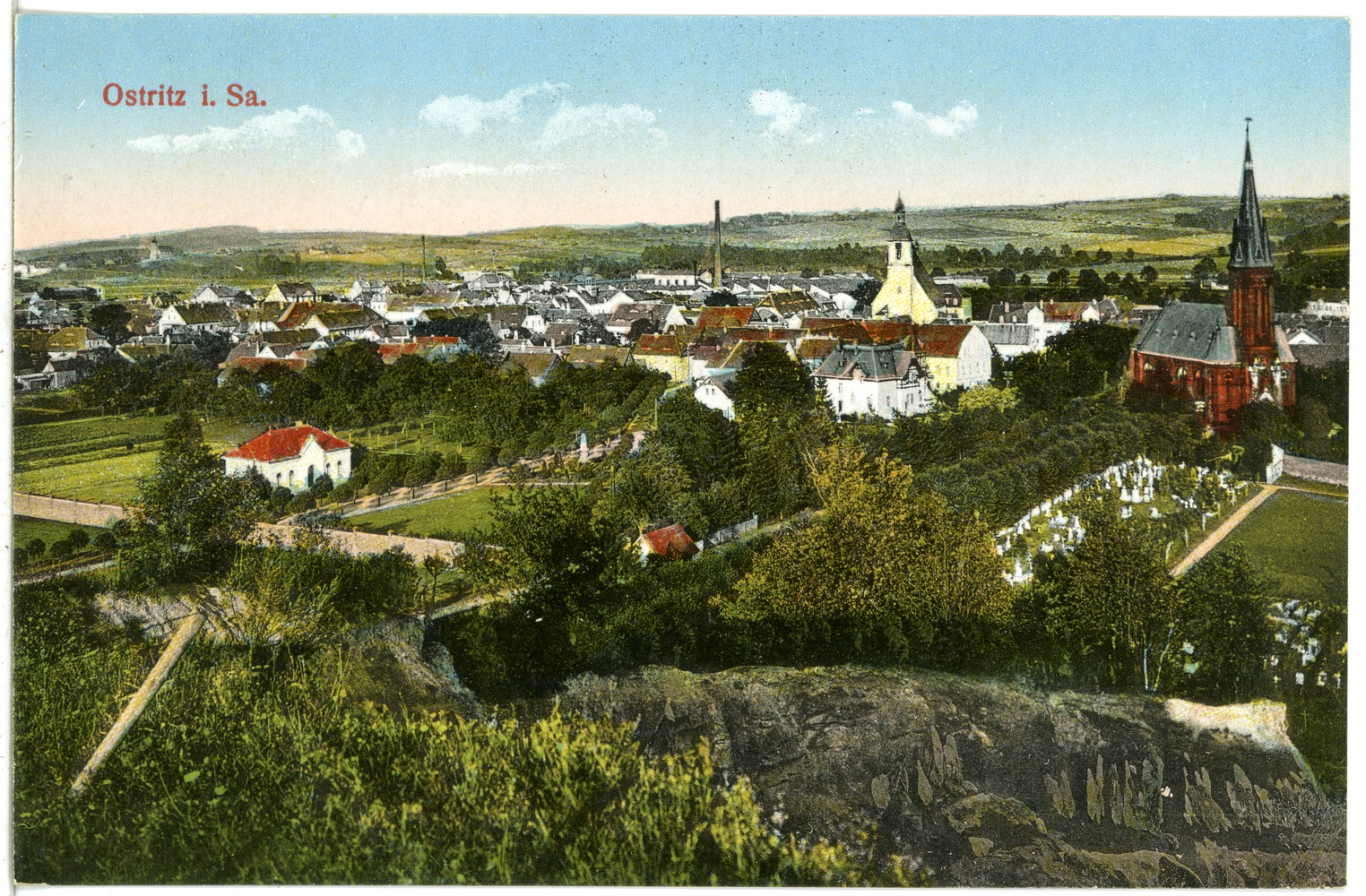
Panorama miasta na widokówce z pocz. XX w.

Historia miejscowości sięga wczesnośredniowiecznej osady słowiańskiej, istniejącej już w 500 roku. Około 1230 król czeski nadał miejscowość rodowi Dohnów, a w 1234 królowa czeska Kunegunda założyła opactwo cysterek (Klasztor St. Marienthal), które jest najstarszym nieprzerwanie działającym żeńskim klasztorem cysterskim na terenie dzisiejszych Niemiec. W latach 1319–1337 miejscowość znajdowała się w granicach piastowskiego księstwa jaworskiego, jednego z polskich księstw dzielnicowych. Z tego okresu pochodzą dokumenty wystawione przez księcia Henryka I jaworskiego w Zgorzelcu i Żytawie, poświadczające przeniesienie własności lasu i części dochodów wsi na rzecz klasztoru. W 1337 miejscowość ponownie znalazła się we władaniu Czech, a w 1346 w całości przeszła na własność klasztoru, co zatwierdził król czeski Jan Ślepy. W 1357 zostały nadane prawa miejskie na mocy dokumentu wystawionego w Pradze. W 1368 miał miejsce konflikt z pobliską Żytawą, niechętną powstaniu nowego, konkurencyjnego miasta w okolicy, skutkujący najazdem żytawian i zniszczeniem wznoszonych murów miejskich i ratusza. Konflikt zażegnano sądownie, poświadczając ważność nadanych praw miejskich, a około 1405 rozpoczęto odbudowę ratusza. W latach 1527, 1561 oraz 1583 miasto zostało strawione w dużej części przez pożary. Miasto pozostawało częścią Czech do 1635, gdy na mocy pokoju praskiego przeszło pod panowanie Saksonii, znajdując się w efekcie od 1697 do 1763 we władaniu królów Polski Augusta II Mocnego i Augusta III Sasa, a od 1871 w granicach Niemiec. W 1824 i 1841 miały miejsce kolejne pożary miasta. W latach 1873–1875 zbudowano linię kolejową łączącą Zgorzelec z Żytawą, która przebiegała przez miasto. W 1938 nazistowska administracja zamknęła szkołę klasztorną.
W 2008 w obecności duchownych niemieckich i polskich w mieście został odsłonięty pierwszy we wschodnich Niemczech pomnik Jana Pawła II.
W mieście, w dniach 20-21.04.2018 r., odbył się festiwal Schild und Schwert (Tarcza i Miecz) z okazji urodzin Adolfa Hitlera, w który wzięli udział neonaziści z całej Europy, m.in. 50 neonazistów z Polski.

## Zabytki
- Klasztor St. Marienthal
- Ratusz
- Kościół neogotycki z lat 1886–1890

## Komunikacja
W czasach NRD pasażerowie linii kolejowej Görlitz-Żytawa mogli wsiąść i wysiąść w Krzewinie i przejść pod nadzorem WOP do Ostritz.

## Ciekawostka
Energia do funkcjonowania miasta pochodzi z ekologicznych źródeł. Energię elektryczną produkują wiatraki, oraz kolektory słoneczne, ciepło wytwarza spalarnia biomasy. Ostritz jest miastem modelowym w Niemczech dla korzystania z ekologicznych, odnawialnych źródeł energii.

## Galeria

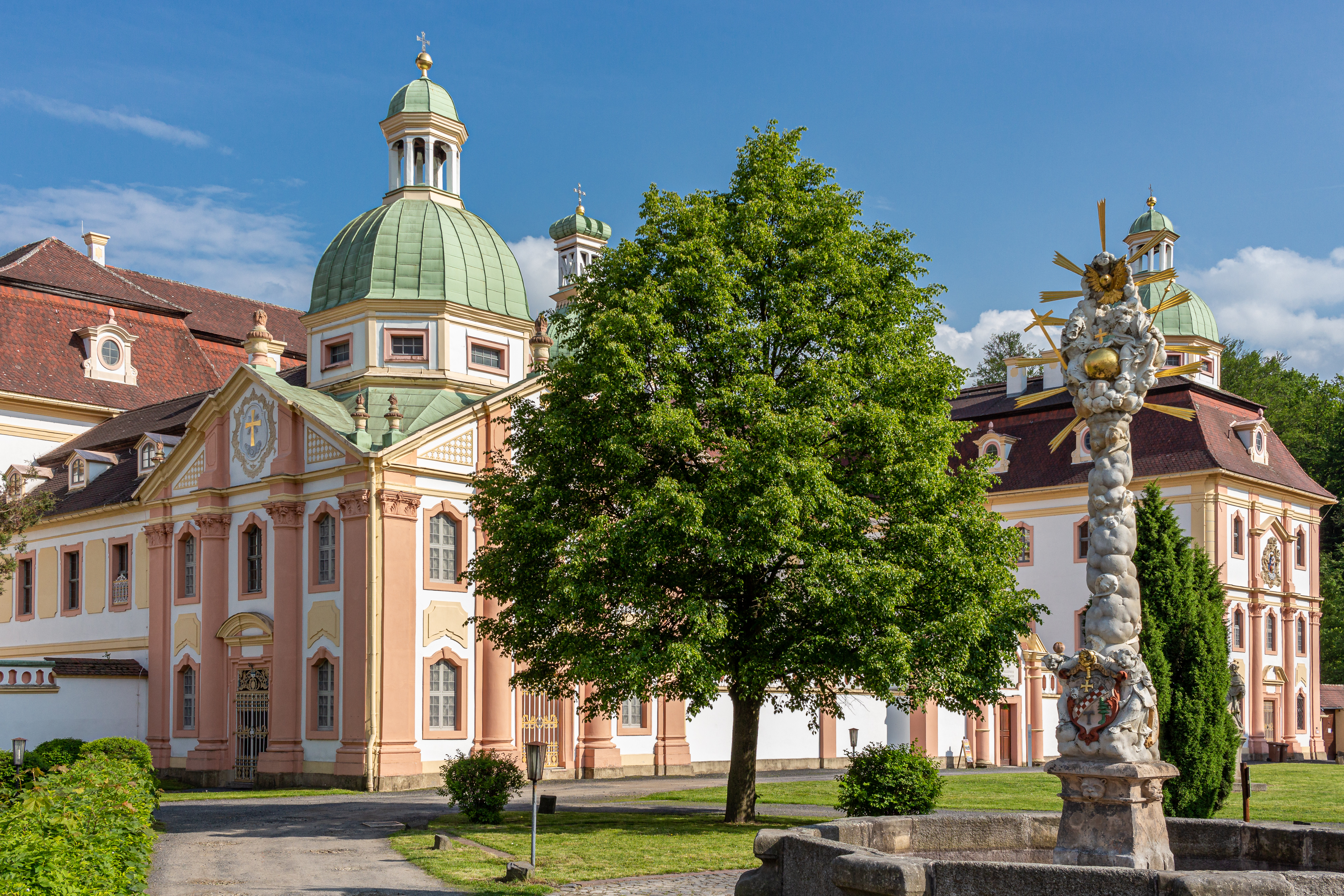
Klasztor St. Marienthal
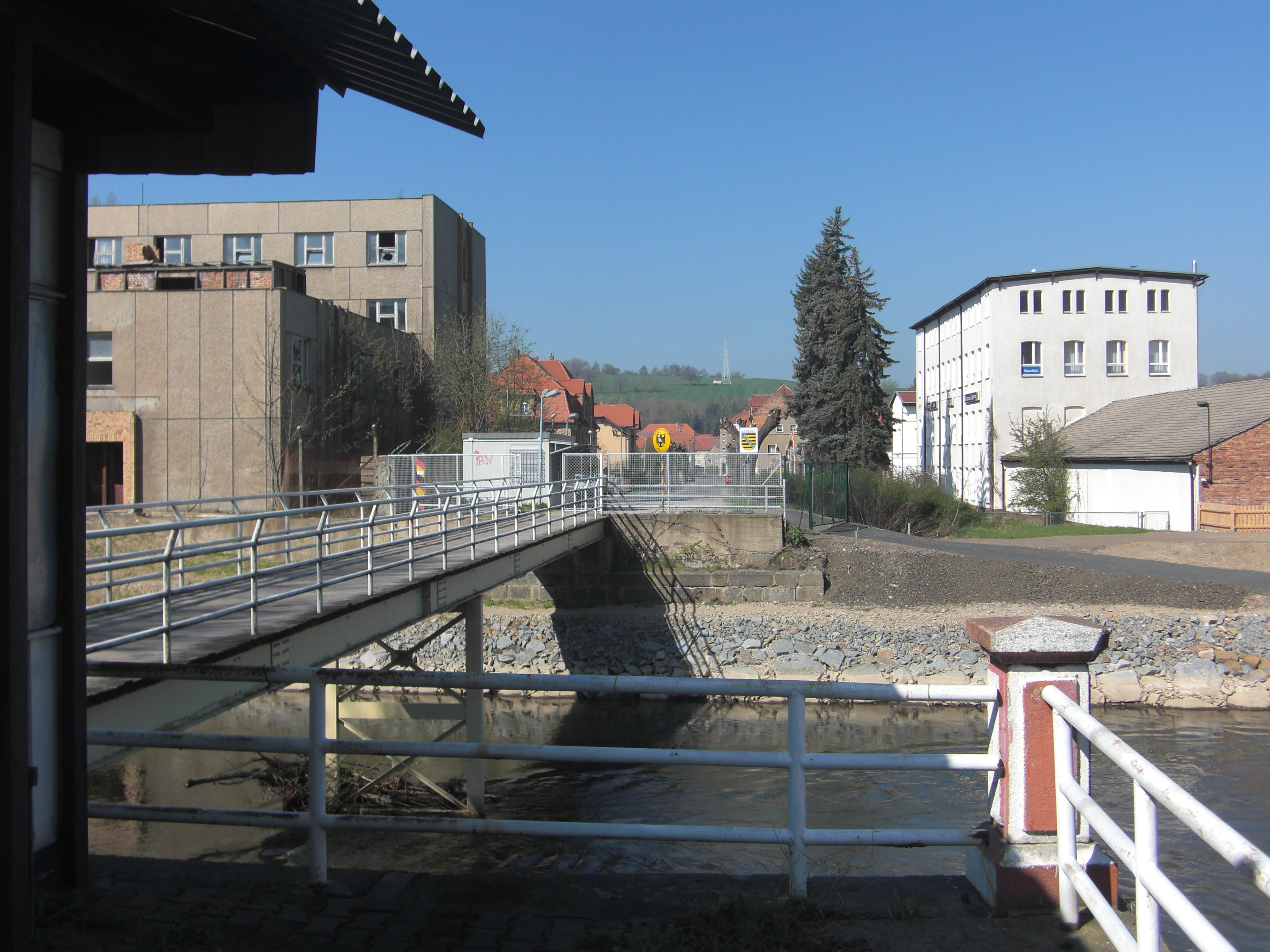
Byłe przejście graniczne
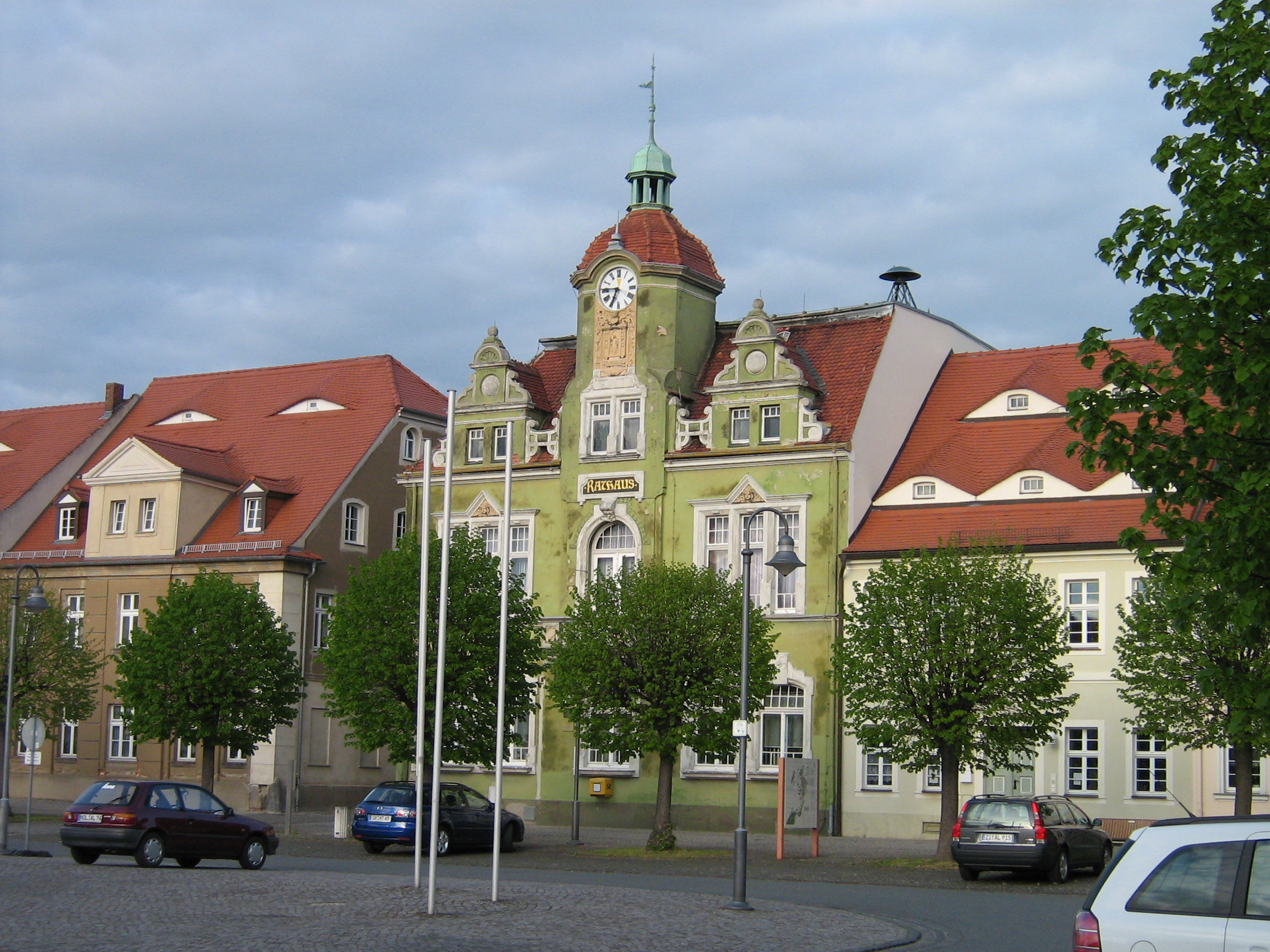
Ratusz
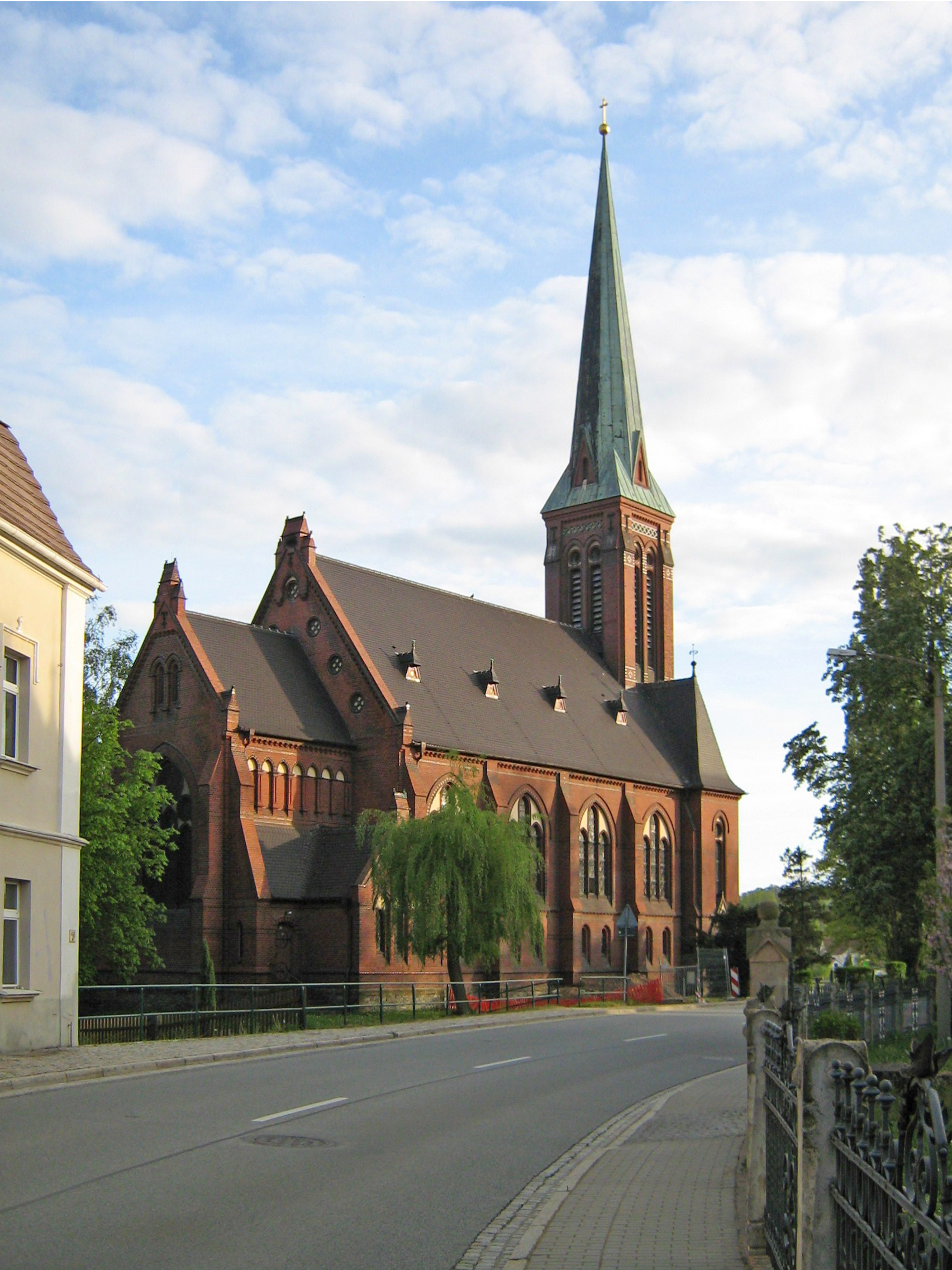
Kościół neogotycki
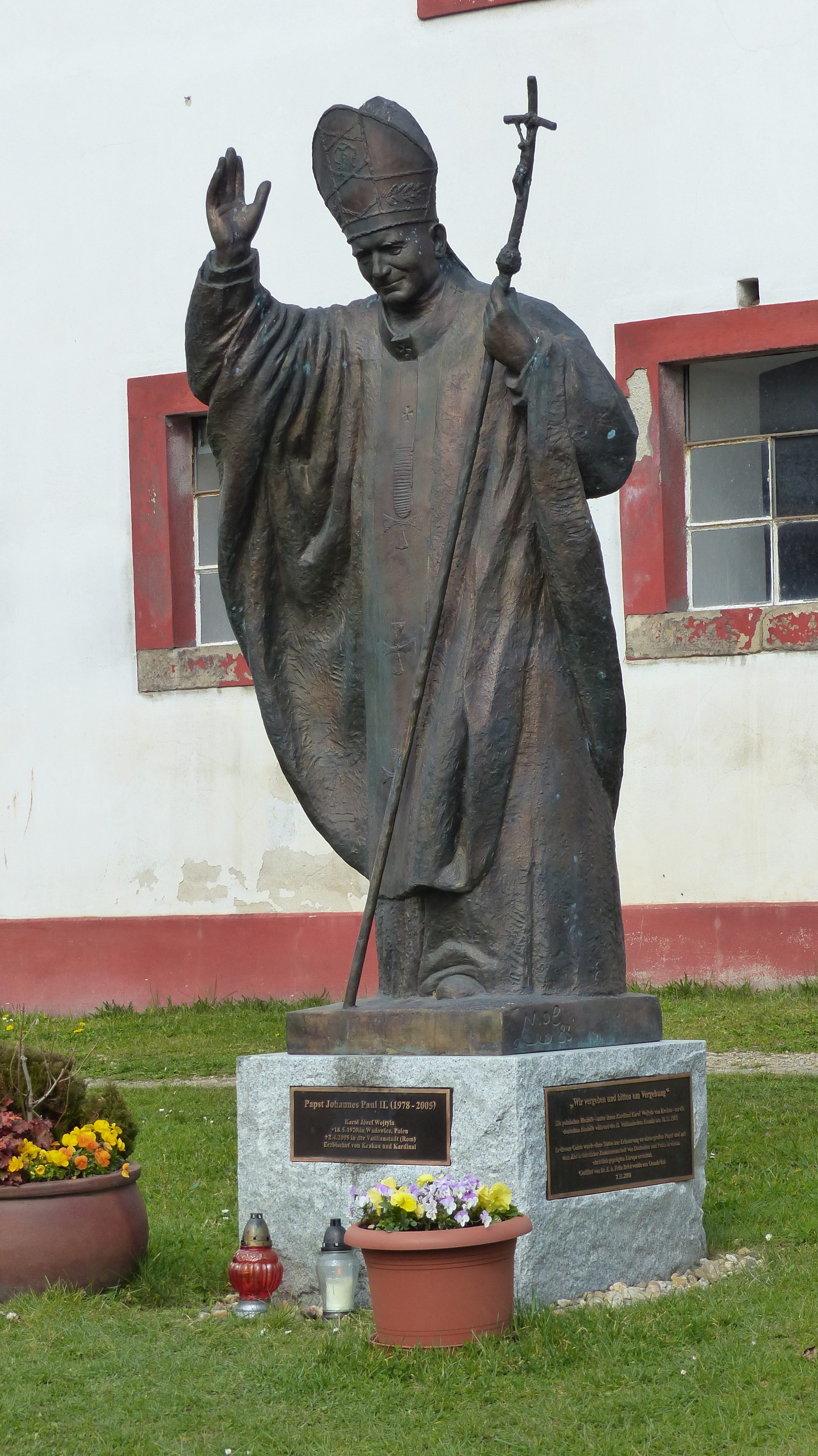
Pomnik Jana Pawła II
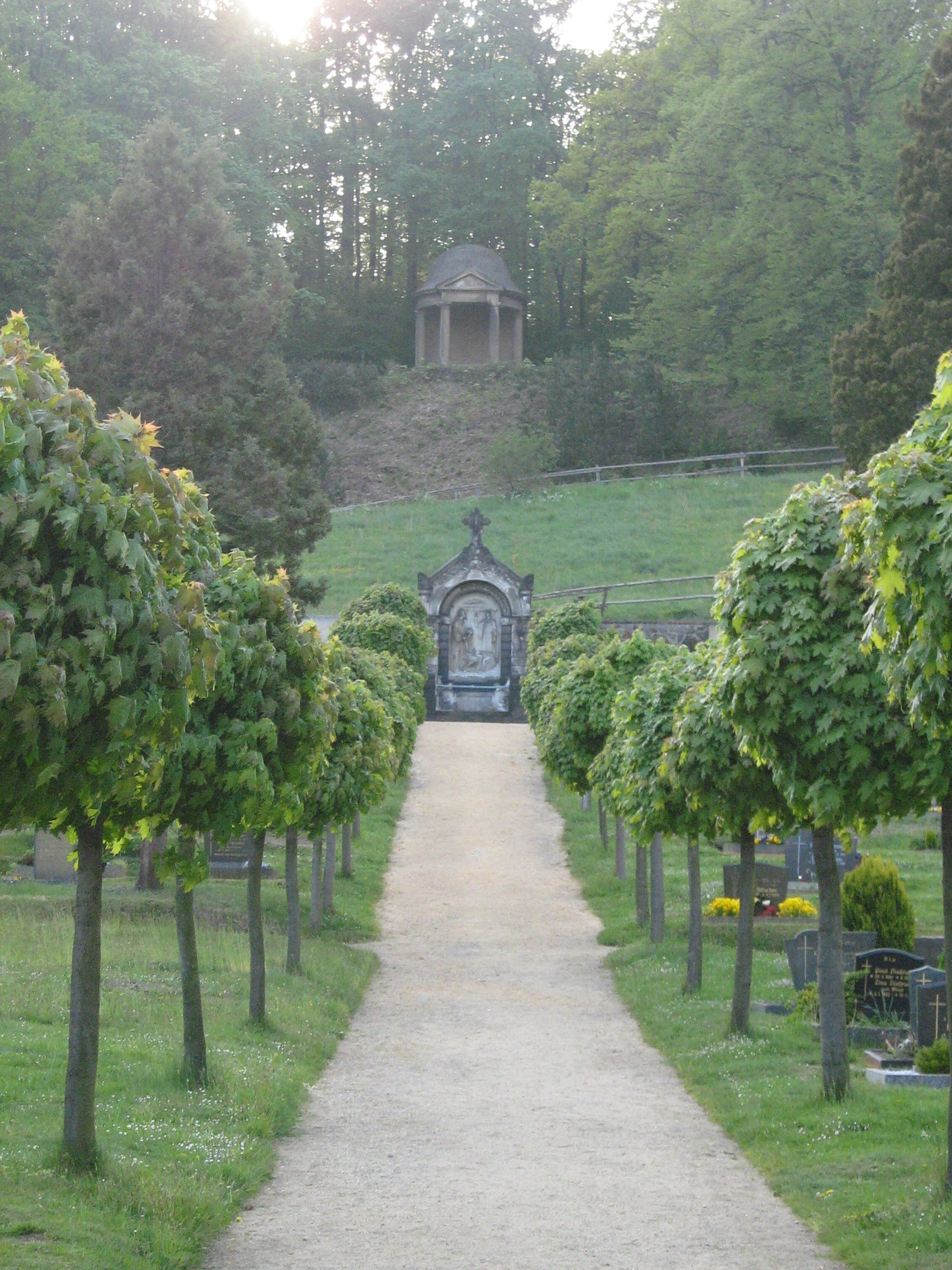
Cmentarz